# Melody 〜Waltz for Forest〜
『Melody 〜Waltz for Forest〜』（メロディ ワルツ・フォー・フォレスト）はDIMENSIONのアルバム。

## 内容
- ZAIN RECORDS移籍後最初のオリジナル・アルバムは始めて数字が入っていないタイトルになった。本作から、2007年リリースの「My Rule」まではこのような状態が続いた。
- 本作はThird Dimension以来、全曲打ち込みであり、ビーイング専属ストリングス「TAMA Music Strings」及びゲストボーカルとして参加した「4 P.M.」以外は一切起用されていない。
- オリコンチャートでの登場回数が唯一の2回という事もあり、自身2番目の売り上げとなった[1]。
- 初のライブDVD「BEST LIVE SELECTIONS ～10th Anniversary～」と同時発売。

## 批評
CDジャーナルは「シンプルで美しいメロディを歌い上げたこの作品は今にも米国のスムース・ジャズ・ステーションから流れてきそう。フュージョンの域を超える音楽性の豊かさを明示した画期的なアルバム」と評した。

## 収録曲
1. Everlasting Melody
2. Voice of the moon
3. Waltz for Forest
タイトル曲。収録時間が4分も満たしていないため、本作の中では最も短い。
4. Remember of the days
5. Song of my heart
6. Indian Summer
7. CHINITA (dreams)
「FIRST DIMENSION」に収録された曲のセルフカバー。小野塚は初のソロアルバム「CHINITA」でもセルフカバーしている。
8. If featuring 4 P.M.
「12th Dimension "If"」に収録された曲をボーカル入りでセルフカバー。増崎が参加したB.B.クィーンズのアルバム「ROYAL STRAIGHT B.B.QUEENS」でもボーカル入りでセルフカバーしている。

作曲：勝田一樹(#1, 3, 5)、増崎孝司(#2, 4, 6)、小野塚晃(#7)、DIMENSION(#8)
編曲：DIMENSION(#ALL)

## レコーディング参加
- 増崎孝司 - ギター
- 勝田一樹 - サックス
- 小野塚晃 - ピアノ、キーボード、プログラミング
  - TAMA Music Strings - ストリングスセクション(#3, 4)
  - 4 P.M.（Ray Pena、Bobby Pena、Larry Mcfarland） - ゲストボーカル(#8)